# 科林斯衛城

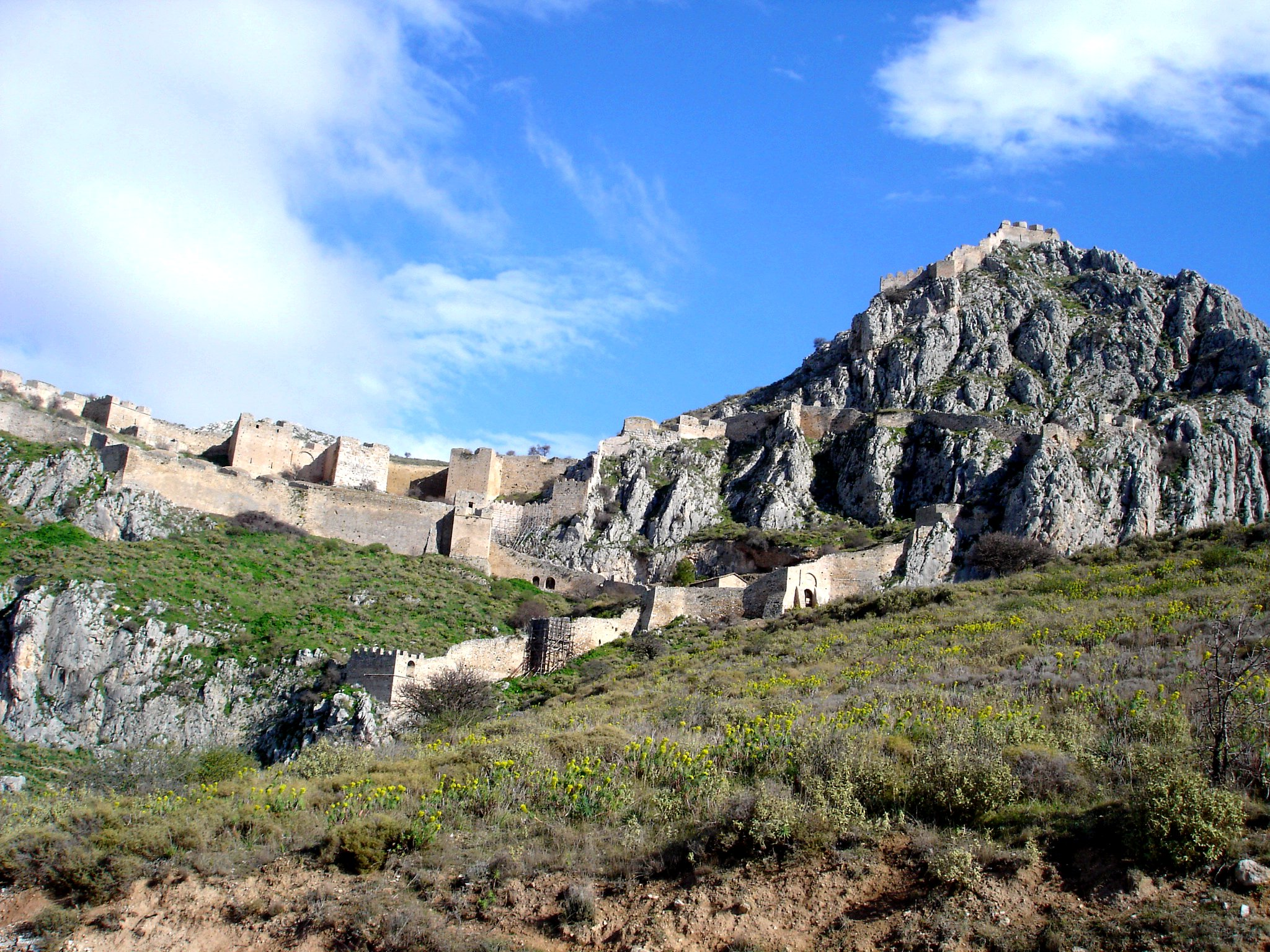
科林斯衛城的圍牆大門，由威尼斯人重建

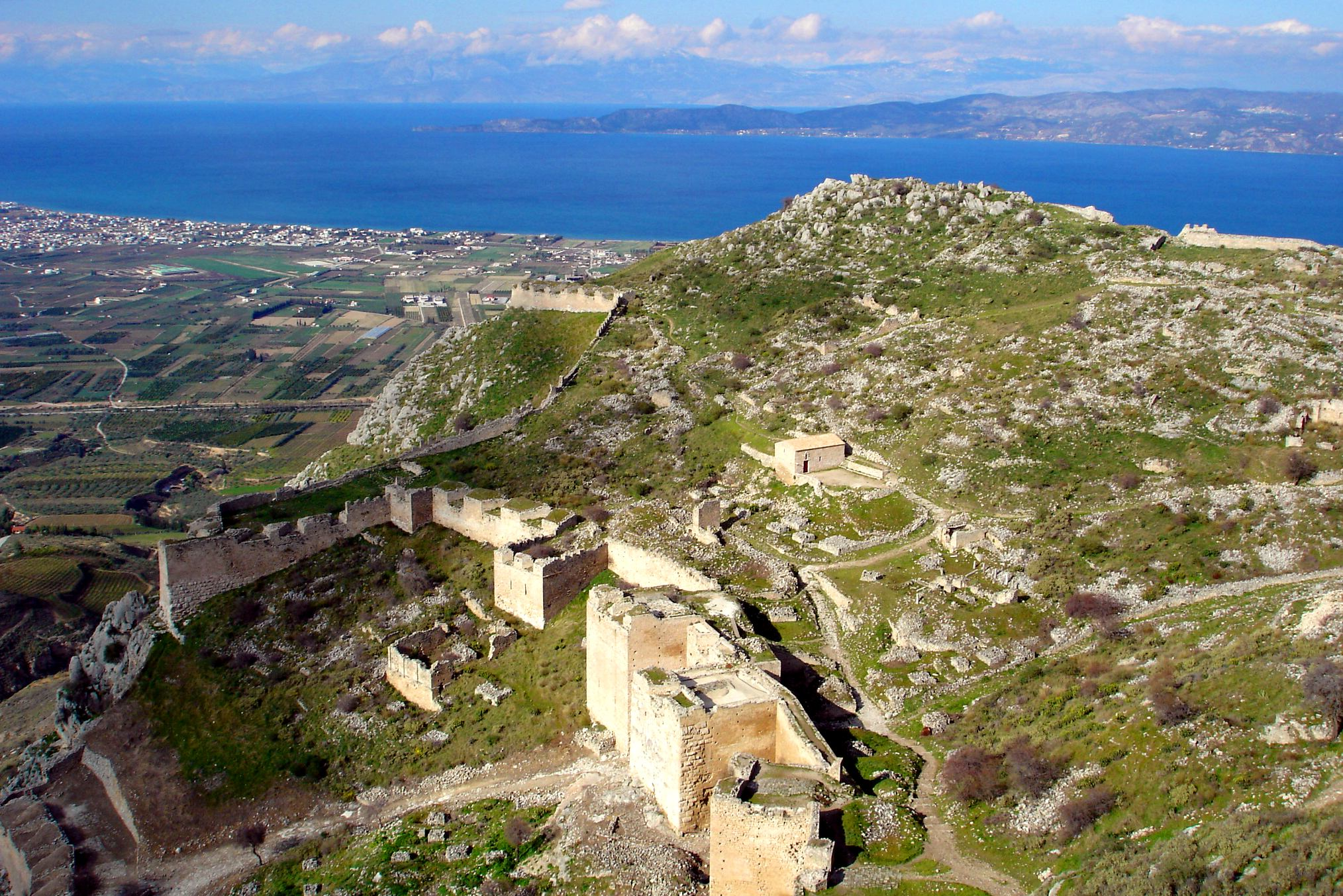
科林斯衛城，北望科林斯灣

科林斯卫城（希臘語：Ακροκόρινθος）是古代科林斯的衛城。它由一整块俯瞰科林斯古城的巨石构成。乔治·弗雷斯特（George Forrest）认为，“这里是希腊大陆上最令人印象深刻的卫城。”
这里有着安全的水源供应，其要塞也曾多次被用作希腊南部的最后一道防线，因为这里控制着科林斯地峽, 能够阻挡敌人通过陆路进入伯罗奔尼撒半岛。

## 历史
从古代一直到19世纪早期，科林斯卫城一直都有人占据。在希臘化時代，马其顿人驻扎在科林斯卫城、德米特里阿斯、哈尔基斯三个要塞，来确保他们对希腊诸城邦的控制。
科林斯古早的卫城便因其地貌而易守难攻；而在拜占庭帝国时期，因其先后成为过希腊和伯罗奔尼撒军区将军的治所，这里的防御工事又得到了进一步的强化。这里曾在利奥·斯古罗斯的率领下抵御十字军长达三年之久。此后这里先后成为了亚该亚侯国、威尼斯、奥斯曼土耳其统治下的一个要塞。
山上三道环状城墙构成了人造的防御。山顶处是一座阿佛洛狄忒神庙。这座神庙后来被改为教堂，再后来被改为了清真寺。
雅典美国古典研究学院对科林斯卫城的发掘工作始于1929年。如今，这里是希腊最重要的中世纪城堡遗址之一。

## 神话传说
根据一个2世纪与保萨尼亚斯相关的科林斯神话所说，百臂巨人之一的布里阿瑞俄斯是海神波塞冬与太阳神赫利俄斯之间的仲裁者。他裁决将科林斯地峡给波塞冬，而将科林斯卫城划给了赫利俄斯。
高皮瑞涅泉位于环状城墙以内。“位于神庙后边的这道泉，他们说是阿索波斯赠给西西弗斯的礼物。后者知道，传奇人物，宙斯强夺了阿索波斯之女，埃癸娜，但却拒绝向这位寻求者提供任何信息，直到他在科林斯卫城赠给了他一道泉。”

## 图集

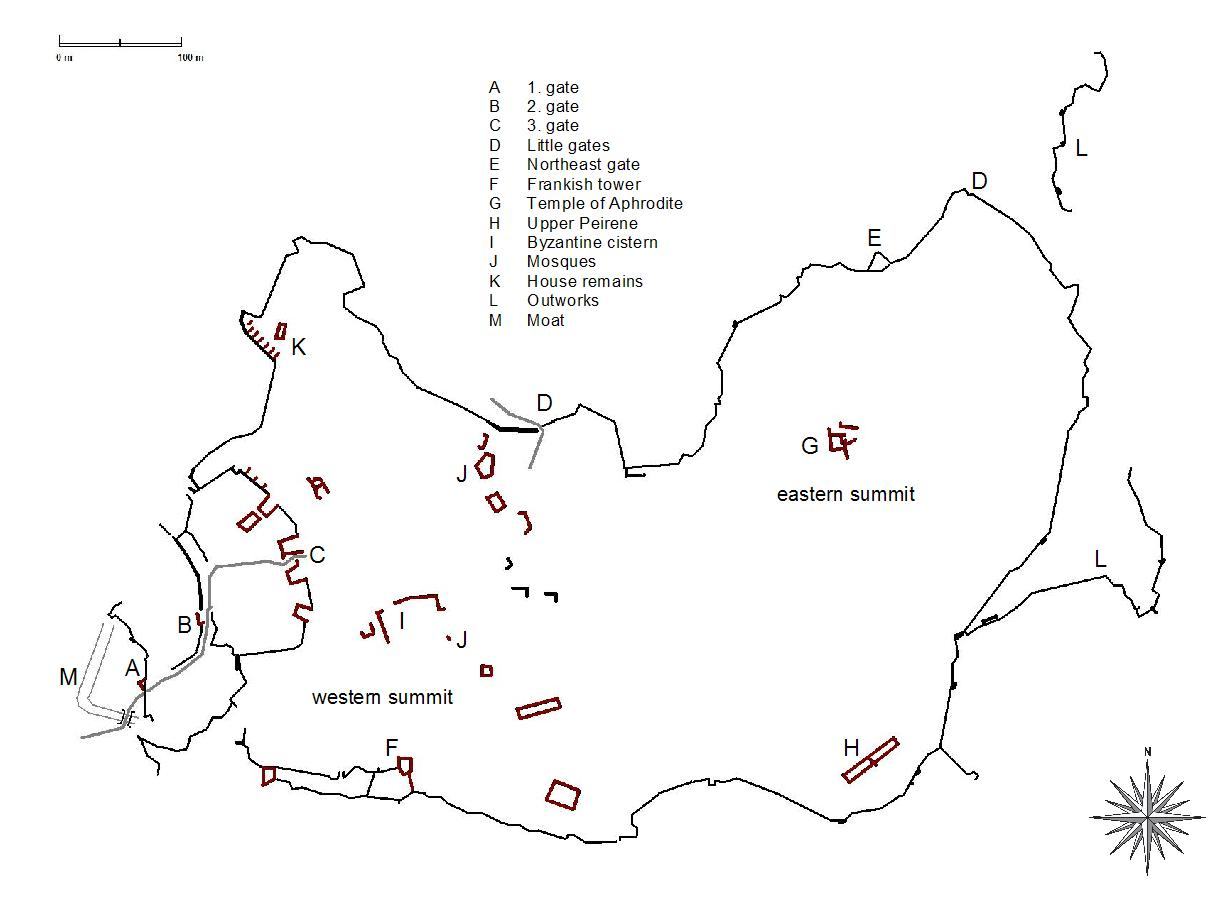
科林斯衛城地圖
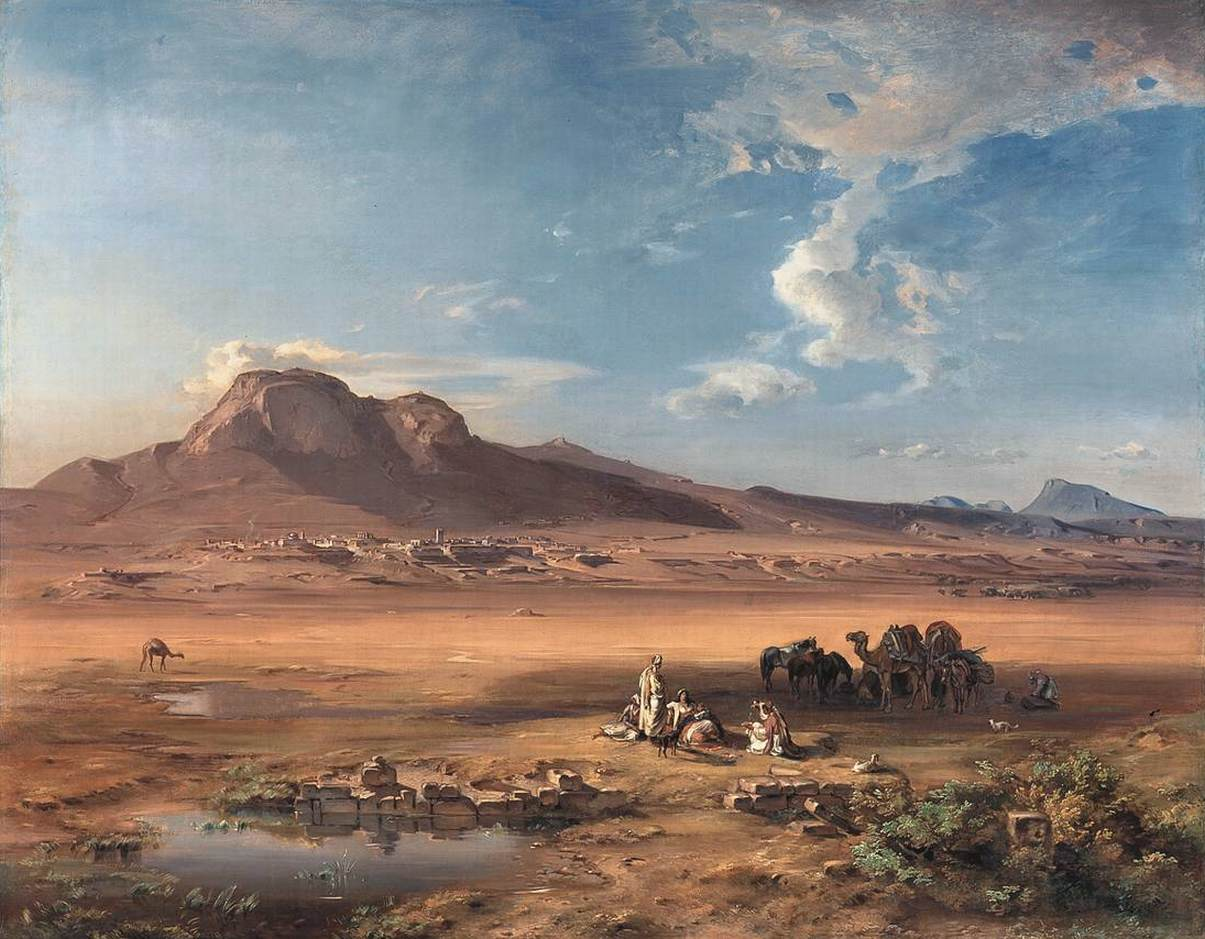
1847年卡爾·安東·約瑟夫·羅特曼（Carl Anton Joseph Rottmann）的《科林斯與科林斯衛城》
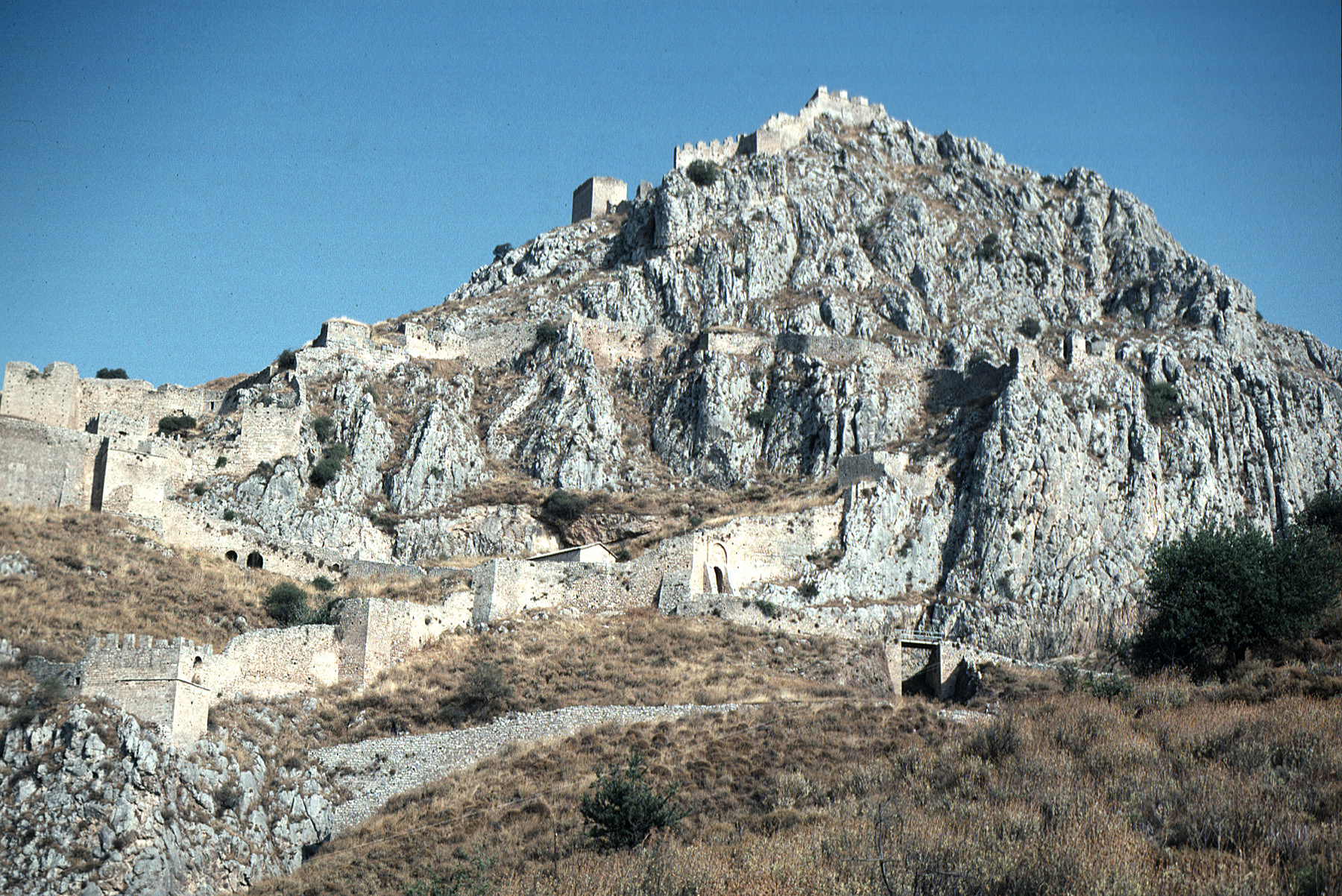
科林斯衛城的景色
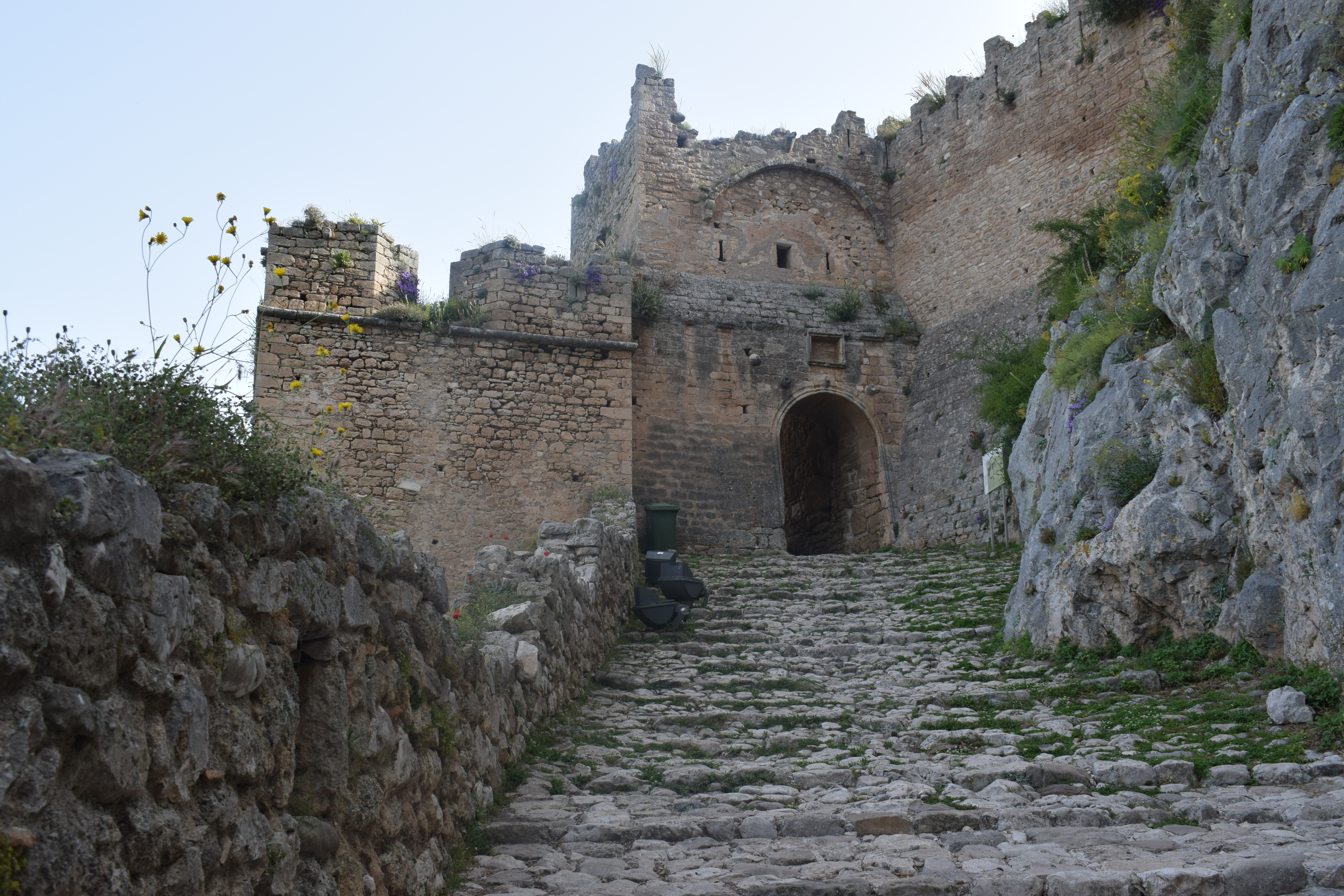
内墙（第二道）西城门
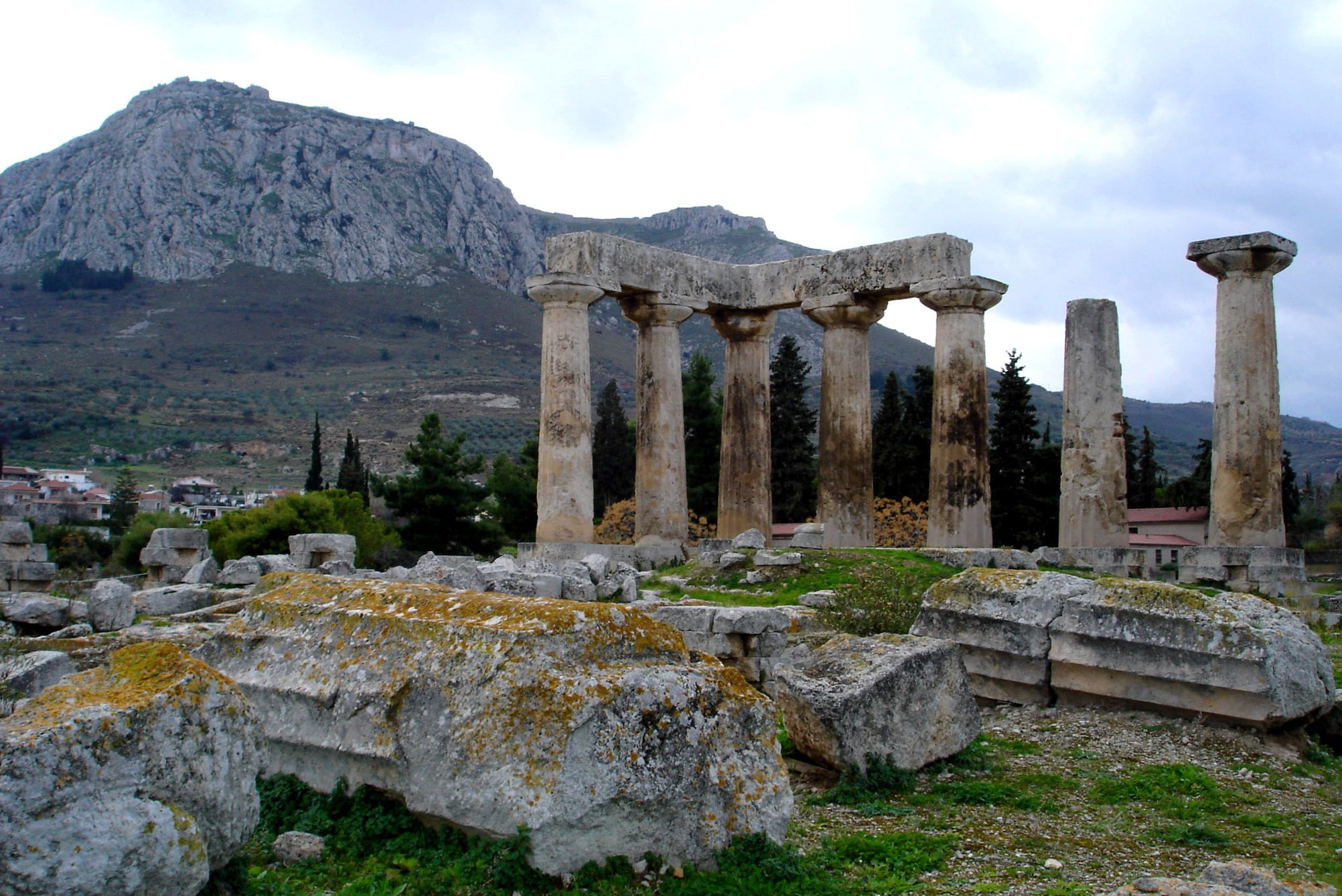
阿波罗神庙以及背景中的科林斯卫城

## 外部連結
- 希臘文化部 （页面存档备份，存于） （英文）
- 科林斯衛城和古老科林斯灣 （英文）

37°53′21″N 22°52′11″E / 37.88917°N 22.86972°E